# Paraleptoneta spinimana
Paraleptoneta spinimana är en spindelart som först beskrevs av Simon 1884.  Paraleptoneta spinimana ingår i släktet Paraleptoneta och familjen Leptonetidae. Inga underarter finns listade i Catalogue of Life.